# زاوية لوفيبوند

زاوية لوفيبوند عادة أقل من 165 درجة. الخط الأحمر يمثل حالة تعجر الأصابع

زاوية لوفيبوند (بالإنجليزية: Lovibond's angle)‏ هي الزاوية بين قاعدة الظفر والجلد المجاور في نهاية الإصبع. يبلغ قياس هذه الزاوية عادة أقل من 165 درجة. إذا كانت 180 درجة أو أكثر فهذه إحدى علامات تعجر الأصابع.